# Хенш, Вальтер
Ге́нрих Ва́льтер Ге́рхард Хенш (нем. Heinrich Walter Gerhard Haensch; 3 марта 1904, Циттау, Германская империя — 21 апреля 1994, Энгельскирхен, Германия) — оберштурмбаннфюрер СС, командир зондеркоманды 4b, входившей в состав айнзацгруппы C. После войны был осуждён на Нюрнбергском процессе по делу об айнзацгруппах.

## Биография
Вальтер Хенш родился 3 марта 1904 года в семье врача Генриха Вальтера Хенша. С 1923 по 1924 год состоял в Младогерманском ордене, прежде чем эта организация отделилась от нацистского движения. В дальнейшем изучал право в Лейпцигском университете. 1 июня 1931 года вступил в НСДАП (билет № 537265). После прохождения юридической практики в разных местах в 1934 году сдал второй государственный экзамен. В феврале 1935 года поступил на работу в городскую администрацию Дёбельна, где оставался до июля 1935 года. 1 августа 1935 года был зачислен в ряды СС (№ 272573) и осенью 1935 года присоединился к СД. Впоследствии возглавил отдел I D2 (дисциплинарные вопросы) в Главном управлении имперской безопасности. В 1939 году в лейпцигском университете защитил диссертацию о реорганизации полиции с момента прихода нацистов к власти и получил докторскую степень.
С 21 марта 1942 года возглавлял зондеркоманду 4b в составе айнзацгруппы C, которая осуществляла массовые убийства на Украине. Айнзацгруппа C действовала в тыловым районе группы армий «Центр». 3 апреля 1942 года зондеркоманда захватила 50 заложников в Житомире и расстреляла половину из них. В конце апреля-начале мая 1942 года в Горловке было 1038 заключённых, из которых 727 человек были уничтожены сотрудниками зондеркоманды 4b. Из этих 727 погибших 421 были «партизанами, саботажниками, диверсантами, коммунистическим активистами и агентами НКВД». После трёх месяцев службы в середине июня Хенш покинул пост, его преемник Август Майер 5 июля 1942 года возглавил зондеркоманду. В 1943 году был откомандирован в Данию, где стал уполномоченным по вопросам внутренних дел. С 12 октября 1944 года возглавлял отдел министерства внутренних дел в Апенраде.

### После войны
После войны с 1947 по 1948 год проходил обвиняемым на процессе по делу об айнзацгруппах. Его защищали адвокат Фриц Ридигер и его ассистент Макс Краузе. На процессе Хенш заявил, что узнал о запланированном и организованном убийстве евреев только после войны. 9 апреля 1948 года был признан виновным по всем трём пунктам обвинения: преступления против человечества, военные преступления и членство в преступных организациях. 10 апреля 1948 года был приговорён к смертной казни через повешение. В 1951 году был помилован американским комиссаром в Германии Джоном Макклойем. Смертный приговор в отношении Хенша был заменён на 15 лет тюремного заключения. 26 мая 1955 года был освобождён из Ландсбергской тюрьмы.